# Вагининьо
Вагнер да Силва Соуза (порт.-браз. Wagner da Silva Souza; род. 30 января 1990, Кубатан, штат Сан-Паулу), также известный как Вагининьо (порт.-браз. Waguininho), — бразильский футболист, играющий на позиции правого вингера и атакующего полузащитника. С 2024 года выступает за «Гремио Новуризонтино».

## Карьера
Вагиньиньо родился и вырос в городе Кубатан (штат Сан-Паулу). Он начинал играть в футзал в клубе «Айморе» в возрасте 8 лет. Затем Вагининьо занимался футболом в клубах «Греметал», «Портуариос» и «Сантос». В 2003 году он присоединился к клубу «Португеза Сантиста», первоначально играя на позиции защитника. Вагиньиньо также занимался футболом в клубе «Сан-Висенте», а в 2008 году был ненадолго отдан в аренду клубу «Португеза Лондриненсе».
В 2009 году Вагининьо забросил футбол, чтобы работать в своём родном городе. Но вскоре вернулся в «Сан-Висенте», где в 2010 году и обрёл профессиональный статус.
В 2012 году Вагиньиньо занял второе место в списке лучших бомбардиров Второго дивизиона Паулисты, записав на свой счёт 14 голов. Этот результат помог его «Сан-Висенте» занять второе место в турнире. Успех Вагиньиньо привлёк внимание нескольких клубов.
5 декабря 2012 года Вагининьо подписал контракт с клубом «Можи Мирим».. 24 января 2013 года он дебютировал за новый клуб, сразу отметившись и первым голом за него, выйдя на замену в победном (3:0) матче против «Пенаполенсе» в рамках чемпионата Сан-Паулу 2013 года.
За «Можи-Мирин» Вагининьо провёл 29 матчей и забил 5 голов, в большинстве игр выходя на замену.
18 декабря 2013 года Вагининьо подписал контракт с «Оэсте». 22 января 2014 года он дебютировал за него, выйдя на замену в выездном матче с «Атлетико Сорокаба», завершившемся вничью 1:1, в чемпионате Сан-Паулу 2014 года. 5 марта Вагининьо забил своё первый гол за «Оэсте», отличившись в домашней победном (2:1) поединке против «Паулисты».
12 января 2016 года Вагининьо перешёл в корейский «Пучхон 1995» Забив 12 голов в 28 матчах за эту команду в 2017 году, бразильский нападающий вышел на пик своей карьеры, став одним из лучших бомбардиров команды.
В 2018 году Вагининьо стал футболистом корейской команды «Сувон Самсунг Блюуингз», переживавшей в тот момент удачный период.
После расторжения контракта с «Сувон Самсунг Блюуингз», случившегося 15 мая 2020 года, Вагининьо вернулся в бразильский футбол 2 июля того же года, подписав контракт с «Гуарани» из Кампинаса до конца сезона.
23 июля он дебютировал за новую команду, выйдя на замену в гостевом матче против «Ботафого-СП», проигранном со счетом 0:2, в рамках чемпионата Сан-Паулу 2020. Спустя шесть дней он забил свой первый гол за «Гуарани», который стал единственным его команды в матче против «Итуано», завершившемся со счётом 1:1.
11 февраля 2021 года было объявлено о подписании Вагининьо «Коритибой».

## Достижения
Сувон Самсунг Блювингс
- Обладатель Кубка Республики Корея: 2019

Крузейро
- Победитель бразильской Серии B: 2022